# After All (David Bowie)
After All is een nummer van de Britse muzikant David Bowie, uitgebracht als de vierde track op zijn album The Man Who Sold the World uit 1970. Net als een aantal van zijn andere nummers uit het begin van de jaren '70 is het beïnvloed door Friedrich Nietzsche en Aleister Crowley. Het is beschreven als "de verborgen parel van het album" en "een van Bowie's meest ondergewaardeerde opnamen".

## Achtergrond
Het nummer wordt geïnterpreteerd als de nachtmerrieachtige conclusie in de kinderwereld van Bowie's eerdere nummer "There Is a Happy Land" van zijn debuutalbum David Bowie uit 1967. Zoals veel van de nummers op The Man Who Sold the World is de tekst doordrongen door de Nietzscheaanse Übermensch-filosofie, wat blijkt uit de regel "Man is an obstacle, sad as the clown" (De mens is een obstakel, droevig als de clown). De regel "Live til your rebirth and do what you will" (Leef tot je hergeboorte en doe wat je wil) is een hommage aan de occultist Aleister Crowley en zijn uitspraak "Do what thou wilt".
In de context van een rocknummer is het een ongebruikelijk lied, omdat het in een walsmaat is geschreven, wat het meest opvalt in het instrumentale gedeelte. De stijl van het nummer is geïnspireerd door de "lichtelijk sinistere, gemeten melancholie" van nummers die Bowie zich herinnerde uit zijn jeugd, zoals "Inchworm" van Danny Kaye. Met betrekking tot het arrangement van de muziek zei producer Tony Visconti: "De basis en de 'oh by jingo'-regel waren David's ideeën. De rest was Ronno (Mick Ronson) en mijzelf die streden om de volgende overdub."
Net als het nummer "All the Madmen" van hetzelfde album is wordt het nummer genoemd als een belangrijke inspiratiebron voor bands als Siouxsie and the Banshees, The Cure en Bauhaus.

## Muzikanten
- David Bowie: zang, akoestische gitaar, orgel, Stylophone, saxofoon
- Mick Ronson: akoestische en elektrische gitaar
- Tony Visconti: basgitaar, blokfluit
- Mick "Woody" Woodmansey: drums, percussie
- Ralph Mace: Moog synthesizer